# Sucrier (récipient)
Pour les articles homonymes, voir Sucrier.

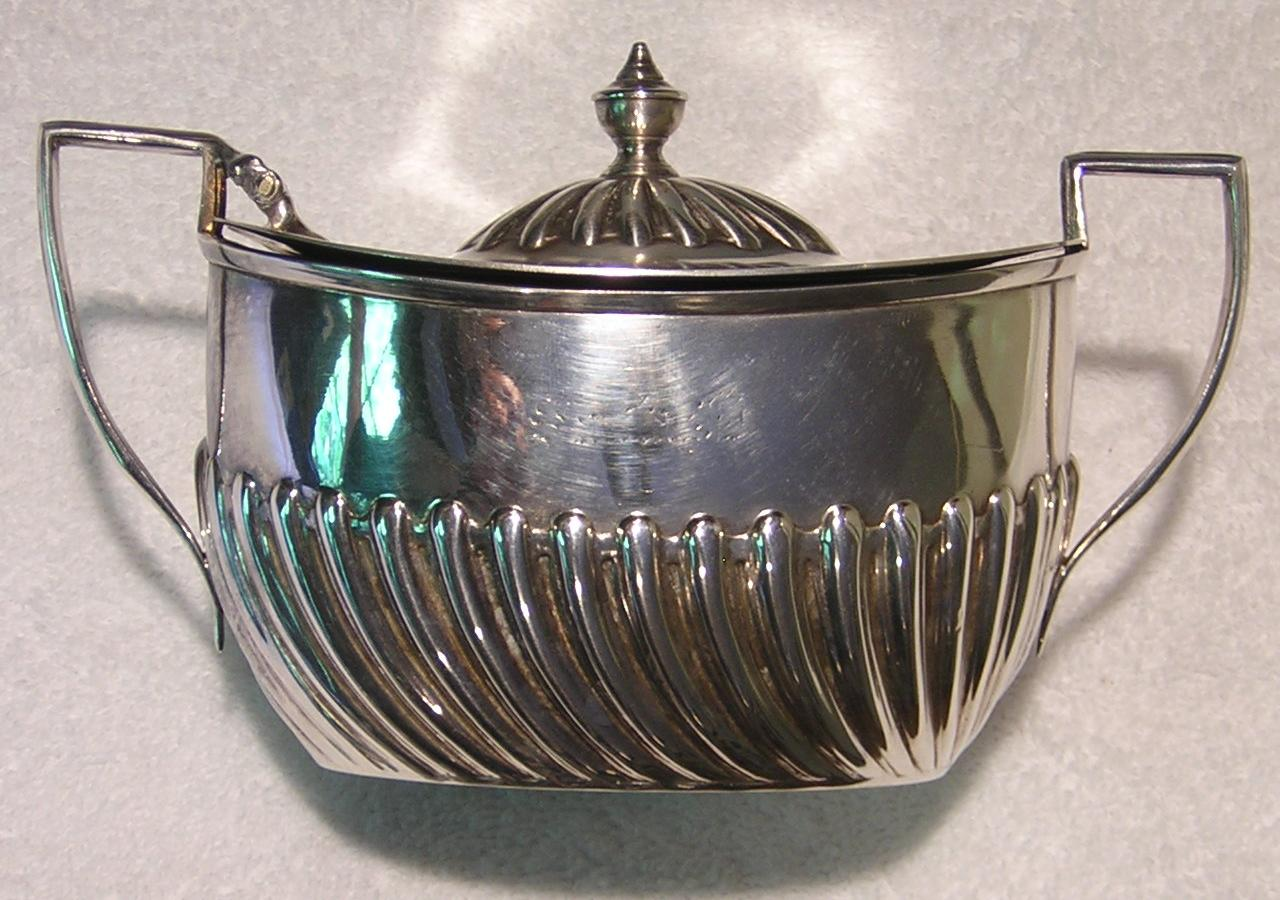
Sucrier en argent.

Un sucrier est un récipient servant à conserver le sucre en morceaux ou en poudre, la plupart du temps pour le thé et le café dans la tradition occidentale.
Le sucrier traditionnel destiné au sucre en morceaux est une sorte de petit bol, avec ou sans anses, muni d'un couvercle, quelquefois percé pour laisser passer le manche de la cuillère, ainsi que d'une poignée pour pouvoir le soulever.
S'il fait partie d'un service à thé ou à café il a les mêmes formes générales, les couleurs et les décorations que les tasses. Il est souvent en céramique ou en métal, rarement en verre ou en bois, les plus raffinés étant en porcelaine, en argent ou en alliage plomb-étain.
Pour le sucre en poudre, il est plutôt en verre ou en plastique, souvent muni d'un système doseur (Voir illustrations suivantes).

## Galerie d'images

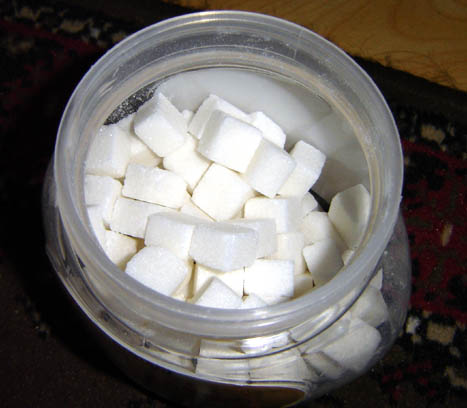
Sucre en morceaux dans un sucrier.
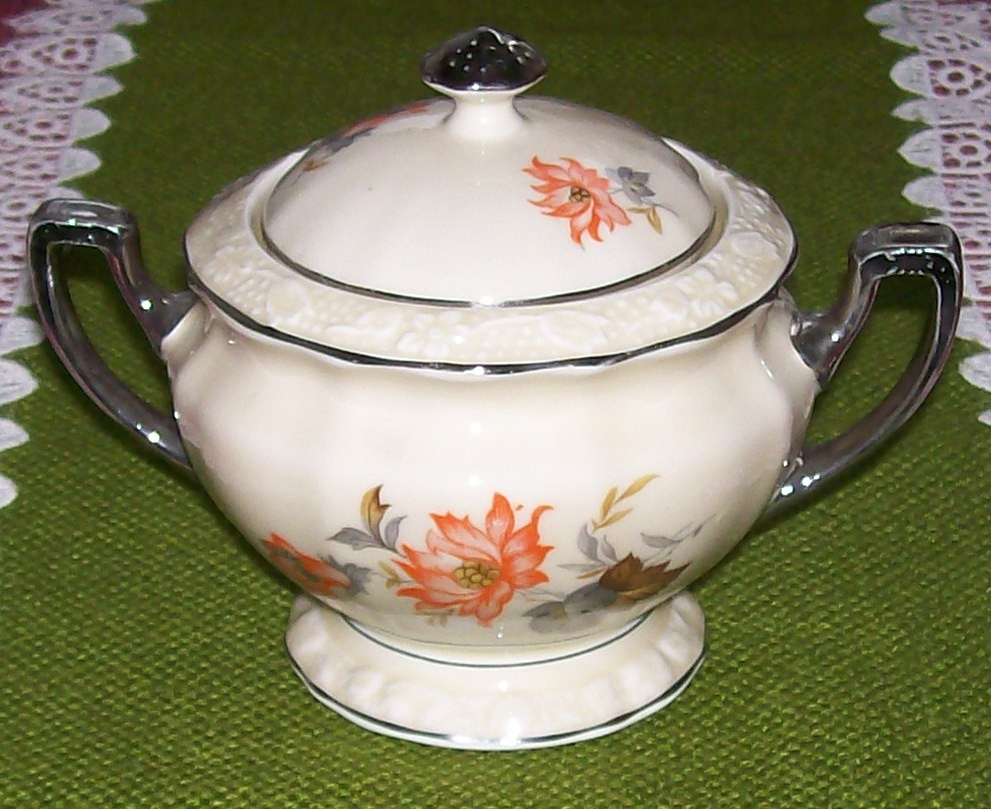
Sucrier en porcelaine.
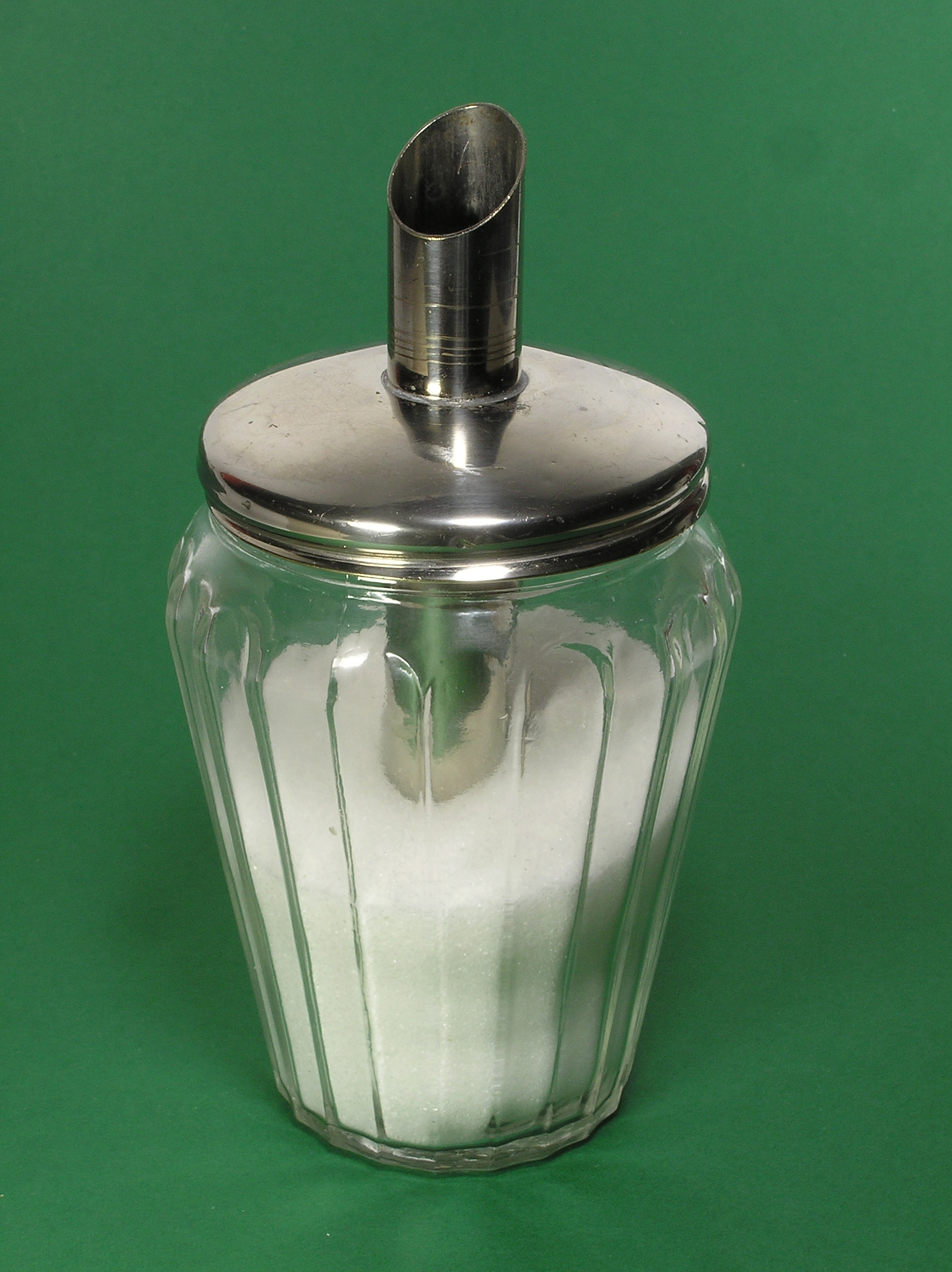
Sucrier doseur pour sucre en poudre.